# Gerecse
Gerecse este o arie protejată (arie de protecție specială avifaunistică — SPA) din Ungaria întinsă pe o suprafață de 29.597,89 ha, integral pe uscat.

## Localizare
Centrul sitului Gerecse este situat la coordonatele 47°38′13″N 18°29′04″E / 47.6369°N 18.4844°E.

## Înființare
Situl Gerecse a fost declarat arie de protecție specială avifaunistică în mai 2004 pentru a proteja 23 de specii de animale.

## Biodiversitate
Situată în ecoregiunea panonică, aria protejată nu include niciun habitat protejat.
La baza desemnării sitului se află mai multe specii protejate de  păsări (23): fâsă-de-câmp (Anthus campestris), acvilă de câmp (Aquila heliaca), buha (Bubo bubo), caprimulg (Caprimulgus europaeus), barză neagră (Ciconia nigra), șerpar (Circaetus gallicus), porumbel de scorbură (Columba oenas), ciocănitoare cu spate alb (Dendrocopos leucotos), ciocănitoarea de stejar (Dendrocopos medius), ciocănitoare neagră (Dryocopus martius), presură de munte (Emberiza cia), șoim dunărean (Falco cherrug), șoim călător (Falco peregrinus), muscar-gulerat (Ficedula albicollis), muscar (Ficedula parva), codalb (Haliaeetus albicilla), sfrâncioc roșiatic (Lanius collurio), ciocârlie de pădure (Lullula arborea), codobatură de munte (Motacilla cinerea), viespar (Pernis apivorus), ciocănitoare verzuie (Picus canus), lăstun de mal (Riparia riparia), silvie porumbacă (Sylvia nisoria).
Pe lângă speciile protejate, pe teritoriul sitului au mai fost identificate 73 de specii de plante, 6 specii de amfibieni, 13 specii de mamifere, 4 specii de nevertebrate, 4 specii de reptile.